# Станишино (Тверська область)
Станишино (рос. Станишино) — присілок в Старицькому районі Тверської області Російської Федерації.
Населення становить 31 особу. Входить до складу муніципального утворення сільське поселення Паньково.

## Історія
Від 2005 року входить до складу муніципального утворення сільське поселення Паньково. Раніше населений пункт належав до Бродовського сільського округу.

## Населення
| 1859 | 1886 | 2002 | 2010 |
| ---- | ---- | ---- | ---- |
| 659  | ↗826 | ↘40  | ↘31  |